# Rahotep
Rahotep princ  Ra-mírumilovný, syna faraona Snofrua a princezny Hetepheres I., dcery posledního faraona 3. dynastie  Huneje.

## Genese
Jako příslušník královské rodiny byl pověřen řadou významných funkcí ve správě státu. Jeho historický význam se odvozuje od poznatků získaných průzkumem jeho hrobky č.6 v Meidunu, poblíž mejdunské pyramidy faraona Snofrua. Hrobku odkryl Meriette 1871 a její podrobný výzkum popsal Petrie 1892. Nejznámější nálezem Marietteových dělníků bylo sousoší Rahotepa a jeho manželky Nofret, současně vystavené v Egyptském Muzeu v Káhiře. V záhlaví soch jsou hieroglyfické záznamy Rahotepových funkcí.
| M23 | t · G38 | n · F32 · t | f · r · a | R4 · t · Q3 |

| G17 | r · S · a | A12 | T8A | t · U1 | s |

| G43 · n | t · O49 | Q3 | G17 · r | A9 · V13 | s · t |

| M23 | t · G38 | n · F32 · t | f · r · a | R4 · t · Q3 |

| G17 | r · S · a | A12 | T8A | t · U1 | s |

| G43 · n | t · O49 | Q3 | G17 · r | A9 · V13 | s · t |

| M23 | t · G38 | n · F32 · t | f · r · a | R4 · t · Q3 |

| A19 | M40 | T21 · G43 | O39 · p · O49 | G1 |

| G43 | O28 | U1 · W24 · O49 | T21 · G43 | O22 · F33 | S44 | s |

| M23 | t · G38 | n · F32 · t | f · r · a | R4 · t · Q3 |

| A19 | M40 | T21 · G43 | O39 · p · O49 | G1 |

| G43 | O28 | U1 · W24 · O49 | T21 · G43 | O22 · F33 | S44 | s |

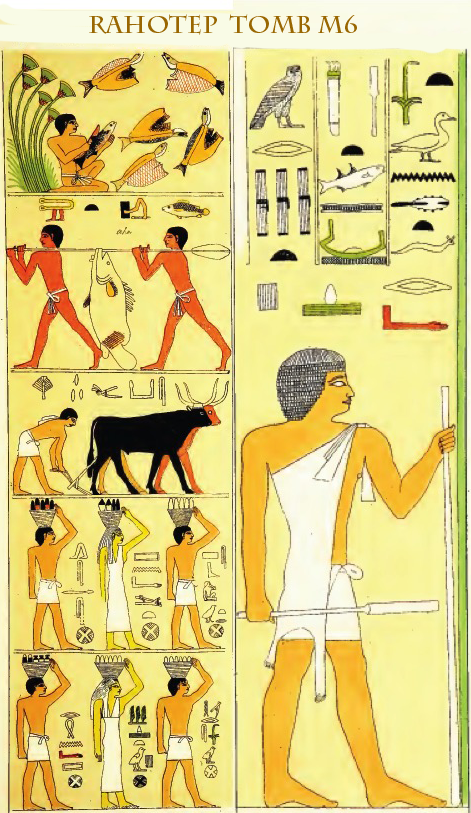
Freska ve výklenku jižní stěny hrobky Rahotepa Meidum č.6

Princ Rahotep v okruhu své rodiny; ve sloupci vlevo syn Djed, dcery Nezem-Ib a Mereret, vpravo syn Itu, dcera Sethet a syn Neferekau

Rahotep byl nepochybně vlivným velmožem a zvážíme-li onu dobu intenzivního budování pyramid, zejména v Dáhšúru, které vyžadovalo nezbytnou logistickou základnu všech prací, organizací vlastní stavby a zabezpečení nezbytné lidské síly. V okolí velkých staveb se budovaly sociální struktury pro řemeslníky, případně i jejich rodiny, tak jak se později rozvinuly v Gíze za vlády Rahotepova bratra Cheopse, jak dokládají archeologické poznatky v Heit el-Ghurhab. Rahotep z titulu své pravomoci "vedoucího dozorce staveb" se na těchto pracích podílel. 
Kvalita a krása dvou úžasně zachovalých sedících soch Rahotepa a Nofret, nalezených v roce 1871 Mariettem v jejich cihlové mastabě v Meidum, potvrzuje jejich vysoké  hodnosti v okruhu faraonovy administrativy. Je velmi pravděpodobné, že sochy vytvořili vysoce kvalifikovaní sochaři, pracující pro královské ateliéry. Tváře soch vyjadřují stejnou vážnost a sebevědomí jako královské sochy téže dynastie. Realističnost těchto soch je zvýšena  z krystalů sestavených očí. Socha Rahotepa měří na výšku 1,20 m a Nofret 1,18 m. Sochy představují jejich umělecky ztvárněné, zcela realistické podoby osob ve středním věku v obdivuhodně zachovaném panchromatickém vybarvení. Zajímavý je detail pozice pravé ruky v poloze na srdci se symbolickým významem.

## Mastaba Meidum No.6
Snefruova pyramida v Meidum byla obklopena mnoha soukromými pohřby 4. dynastie na nově zřízené elitní nekropoli, podobné jak na Sakkáře. Skutečnost, že tato nekropole byla založena, dává věrohodnost tomu, že pyramida v Meidumu se při její stavbě nezřítila, nýbrž původně stupňovitá pyramida byla následně obložena kamenem do stávající zachované podoby, jak dokládá M.Lehner. Nekrálovské mastaby se nacházejí na sever od pyramidy (~1,2 km) a poskytují některé z nejznámějších soch a maleb Staré říše. Některé z nich byly nedostavěné zřejmě proto, že Snofrue přesunul své stavby na pyramidové pole v Dáhšúru. 
Vlastní hrobka č.6 byla postavena z hliněných cihel s ohradou, dosud vysokou ~6 m v délce ~52 a šířce ~33,7 m. Vnější stěny jsou působivě zdobeny motivem fasády paláce. Vnitřní prostor je rozdělen, jsou zde  dvě kaple, zvlášť pro Rahotepa a zvlášť pro jeho manželku Nofret. Výzdoba zobrazuje každodenní život s činnostmi, jako je lov v poušti, rybaření, lov ptáků do pastí a také zemědělských scén, např. chovu dobytka. Stěny nad překladem zobrazují dvě velké postavy Rahotepa. Levá stěna  zobrazuje Rahotepa sedícího u stolu, je zde obklopen nabídkami potravin, nádobami s víčky  převázanými provázkem a opatřených pečetěmi. V orámování jsou opět uvedeny jeho tituly. Níže je výklenek s obrazy se jmény  jeho dětí. Na pravé stěně jsou seznamy záhrobních obětí. Celkově fresky poskytují obraz ze života velmože před ~26. stoletími př. n. l. Obdobný obraz také poskytuje hrobka Rahotepova bratra Nefermaata Meidum č.16.